# Wedelia urticifolia
Wedelia urticifolia là một loài thực vật có hoa trong họ Cúc. Loài này được (Blume) DC. miêu tả khoa học đầu tiên năm 1834.